# Acanthurus nubilus
Acanthurus nubilus е вид лъчеперка от семейство Acanthuridae. Видът е незастрашен от изчезване.

## Разпространение и местообитание
Разпространен е в Гуам, Източен Тимор, Индонезия, Кирибати (Феникс), Малки далечни острови на САЩ (Уейк), Нова Каледония, Папуа Нова Гвинея, Питкерн, Северни Мариански острови, Соломонови острови, Филипини и Френска Полинезия.
Среща се на дълбочина от 5 до 25 m, при температура на водата от 27,1 до 28,3 °C и соленост 34,6 – 34,9 ‰.

## Описание
На дължина достигат до 26 cm.